# Піщані ґрунти
Піщані ґрунти — клас ґрунтів за гранулометричним складом, де переважає високий вміст піску, а вміст фізичної глини становить менш як 10 %.
Гранулометричний склад ґрунту — це співвідношення гранулометричних фракцій (механічних елементів), що виражено у відсотках. Назва класу і підкласу ґрунтів визначається згідно результатів аналізу гранулометричного складу, який визначають методом піпетки Качинського (базується на врахуванні швидкості осідання часток різного розміру в рідкому середовищі).
Механічні елементи поділяються за розмірами на: каміння понад 3 мм, гравій 1-3, крупний пісок 0,5-1, середній пісок 0,25-0,5, дрібний пісок 0,05-0,25, крупний пил 0,01-0,05, середній пил 0,005-0,01, дрібний пил 0,001-0,005, грубий мул 0,0005-0,001, тонкий мул 0,0001-0,0005, колоїди менш як 0,0001 мм.
Згідно класифікації механічних елементів Сибірцева М. М. все що понад 1 мм називають скелетом ґрунту, менше — дрібноземом, серед якого виділяють дві фракції: фізичний пісок (понад 0,01 мм) і фізичну глину (менш як 0,01 мм). Подальша класифікація ґрунтів за гранулометричним складом відбувається за Н. А. Качинським з урахуванням умісту фізичної глини і типу ґрунтоутворення. Підклас ґрунту визначається за гранулометричним складом і вказує на переважання конкретної фракції механічних елементів (піщано-пилуватий, пилувато-мулуватий тощо).
Наприклад для підзолистого типу ґрунтоутворення Клас ґрунту за грануло-метричним складом визначається згідно умісту фізичної глини — Пісок: пухкий 0-5 %, зв'язний 5-10 %, Супісок 10-20 %, Суглинок: легкий 20-30 %, середній 30-40 %, важкий 40-50 %, Глина: легка 50-65 %, середня 65-80 %, важка понад 80 %.
Піщані ґрунти завжди вважалися найбіднішими і низькородючими через низикий уміст гумусу і поживних речовин, але найбільш нестприятливим чинником є їх низька вологоутримувальна здатність і кисла реакція. До класу піщаних ґрунтів найчастіше відносяться дерново-сильнопідзолисті, дерново-підзолисті, дерново-слабопідзолисті, підзолисто-дернові, світло-сірі-опідзолені, дернові борові, лучні алювіальні ґрунти. Здебільшого такі ґрунти формуються на моренах, воднольодовикових відкладах, сучасному або давньому алювії. 
Хімічний склад піщаних ґрунтів може бути достатньо різноманітним, але майже 90 % складає кварц.